# Зубик Михайло Васильович
Михайло Васильович Зубик (нар. 15 серпня 1955, с. Касперівці, Україна) — український журналіст, редактор. Заслужений журналіст України (2004).

## Життєпис
Михайло Васильович Зубик народився 15 серпня 1955 року в селі Касперівцях Заліщицького району Тернопільської області, Україна.
Закінчив факультет журналістики Львівського університету (1977).
Від 1977 працював у Тернопільському обласному державному телерадіокомітеті: від кореспондента до заступника директора, директор телебачення «ТТБ». Учасник і багаторазовий лауреат всеукраїнських професійних конкурсів і фестивалів. Провів перший телерепортаж із футбольного матчу в Тернополі, першу на обласному радіо передачу в прямому ефірі (1989), кілька радіомарафонів «Милосердя».
Від 1992 — заступник генерального директора Тернопільської обласної державної телерадіокомпанії, 2003 — представник Національної ради України з питань телебачення і радіомовлення у Тернопільській області.
Редактор книг Олега Германа, Богдана Грабовського, Анатолія Заблуди, Миколи Кравчука, Василя Ященка, Степана Гериліва (літературний редактор тритомника «Наші Атланти») та інших авторів.

## Нагороди
- ювілейна медаль «25 років незалежності України» (2017)[3]